# Vinh Long (provincie)
Vinh Long (vietnamsky Vĩnh Long) je provincie na jihu Vietnamu. Žije zde přes 1 milion obyvatel, hlavní město je Vinh Long.

## Geografie
Provinmcie leží na jihu Vietnamu v deltě řeky Mekong. Jsou zde nížinné úrodné oblasti. Sousedí s provinciemi Tien Giang, Dong Thap, Can Tho, Hau Giang, Soo Trang, Tra Vinh a Ben Tre.